# Гигевич, Василий Семёнович
Васи́лий Семёнович Гиге́вич (бел. Васі́ль Сямёнавіч Гіге́віч, 3 января 1947, д. Житьково Пригородного сельсовета Борисовского района Минской области, Белоруссия) — белорусский писатель. Член Союза писателей СССР (1977). Лауреат премии Ленинского комсомола Белорусской ССР (1982).

## Биография
Родился 3 января 1947 года в крестьянской семье в деревне Житьково Минской области. В 1969 году окончил физический факультет Харьковского университета. Через год вернулся в Белоруссию, в Ошмяны. С 1970 года корреспондент-радиоорганизатор при районной газете «Красное знамя». Преподавал физику в средней школе, работал инженером Борисовского стеклозавода имени Ф. Э. Дзержинского (1970—1977). В 1979 году окончил Высшие литературные курсы. С 1979 по 1981 год работал на киностудии «Беларусьфильм», позже — заведующим отдела прозы литературного журнале «Маладосць»..

## Творчество
Первый рассказ «Колодец» (бел. Калодзеж) опубликовал в 1972 году (журнал «Полымя»).

### В переводе на русский язык
- Гигевич, В. С. Острова на далеких озерах : Повести / В. С. Гигевич; пер. с белорус. — Москва : Советский писатель, 1988. — 415 с.
- Гигевич, В. С. Возвращение памяти : Повести. Роман / В. С. Гигевич; пер. с белорус.; худож. В. С. Стасевич. — Минск : Юнацтва, 1988. — 270 с.
- Гигевич, В. С. Доказательство от противного : Роман, повести, рассказы / В. С. Гигевич; авториз. пер. с белорус.; худож. И. Френкель. — Москва : Советский писатель, 1988. — 427 с.
- Гигевич, В. С. Марсианское путешествие : Повести, роман / В. С. Гигевич; пер. с белорус. М. Волошки; худож. В. И. Сытченко. — Минск : Юнацтва, 1992. — 346 с. — (Серия «Библиотека приключений и фантастики»).

## Награды и звания
- Лауреат премии Ленинского комсомола Белорусской ССР (1982) за книгу «Жыціва».